# Atrachea parvispina
Atrachea parvispina là một loài bướm đêm trong họ Noctuidae.